# 夏克式家具
夏克式家具為基督復臨歸一會（亦稱為夏克教派）信眾們所創造的一種獨特風格，並且因其革新的木工技術、品質良好、質樸且耐用受到廣大的歡迎。
夏克式近似苦行的信仰反映在信徒們所製作的上，亦即好好的製造一件物品本身就是一種祈禱的行為，並依據其功能而創造物品的形式，這些用松木和其它廉價木材製成的夏克式每一件都與其功能相呼應、沒有任何裝飾，這種態度也預示了十九世紀所興起建築界的功能主義。
在大多數夏克信徒定居點解體之後許多仍流傳了下來，包括一些廣受喜愛的桌椅、櫥櫃等等，部分被英美等地一些藝術與歷史博物館修復保存著，而它們的精神則啟發了一些現代的設計師，到了20世紀，夏克式和夏克式工藝重新引起人們的興趣，人們如今正大量製造夏克式的仿製品。